# کله غلوم
کله غلوم مربوط به دوران پیش از تاریخ ایران باستان تا دوران‌های تاریخی پس از اسلام است و در شهرستان ازنا، بخش مرکزی، دهستان پاچه لک غربی، ۱/۸۰۰ کیلومتری شمال غربی روستای علی‌آباد واقع شده و این اثر در تاریخ ۲۸ اسفند ۱۳۸۵ با شمارهٔ ثبت ۱۸۲۷۸ به‌عنوان یکی از آثار ملی ایران به ثبت رسیده است.